# Brīvā Latvija (1943-1944)
Brīvā Latvija. Latvju Raksti era el nom d'una publicació de la resistència antialemanya a Letònia mentrestant fou ocupada pels nazis durant la Segona Guerra Mundial. Els seus primers quatre números van aparèixer sota el títol Vēstījums.
L'editor i autor principal del diari va ser el letó Gustavs Celmins. Quan el diari i les seves xarxes de distribució van ser descoberts per la Gestapo, Celmins i d'altres van ser arrestats i enviats a presons o camps de concentració.